# Alan Franco Palma
Alan Steven Franco Palma (Jujan, 21 de agosto de 1998) é um futebolista equatoriano que atua como meio-campista. Atualmente, joga pelo Atlético Mineiro e pela Seleção Equatoriana.

## Carreira

### Independiente del Valle
Revelado pelo Independiente del Valle em 2016, Franco foi campeão da Copa Sul-Americana de 2019 com o clube.
Em 2019, Alan teve seu grande ano no futebol. Ele e o Independiente del Vale, conquistaram a Copa Sul-Americana. Naquela campanha, Alan Franco fez dois gols (contra a Universidad Católica e Caracas, da Venezuela) e, ao lado do defensor Luis Segovia, foi o jogador que mais entrou em campo, ele foi titular em todos os 11 jogos daquela vitoriosa campanha. Vestindo a camisa do Independiente del Vale, Alan Franco disputou 72 jogos e marcou cinco gols.

### Atlético Mineiro
Em junho de 2020, se transferiu para o Atlético Mineiro. Marcou seus dois primeiros gols pelo Atlético em 3 de setembro de 2020, na vitória por 3 a 0 sobre o São Paulo, pelo Campeonato Brasileiro.
Alan Franco encerrou sua primeira passagem pelo Galo onde ao longo de duas temporadas, ele acumulou 47 aparições, marcando três gols.

### Charlotte
No dia 21 de dezembro de 2021, seu empréstimo foi firmado junto ao Charlotte da MLS e confirmado pelo Atlético Mineiro.
Após a saída do técnico Ramirez que saiu durante a pausa internacional de junho. Alan Franco não jogou mais pelo Charlotte encerrando sua passagem com uma assistência em 10 jogos (nove como titular).

### Talleres
Em 24 de junho de 2022, foi confirmado seu empréstimo por um ano com opção de compra ao Talleres da Argentina.  Estreou-se no dia 29 de junho contra o Colón, na partida de oitavas de final da Copa Libertadores, marcando o gol que selou o empate em 1 a 1, este foi seu primeiro golo pelo time argentino. Ele encerrou sua passagem pelo Talleres no final do contrato, em 30 de junho de 2023. Allan Franco era titular no Talleres, clube pelo qual fez 20 partidas na temporada.

### Retorno ao Atlético Mineiro
No dia 3 de julho de 2023, o Galo oficializou o retorno de Alan Franco, que estava emprestado ao Talleres, da Argentina. Ele foi peça utilizada por Felipão no segundo semestre. Em 2023, Alan Franco participou de 20 jogos entre titularidade e reserva. Não marcou nenhum gol.
Em 15 de janeiro de 2024, o Atlético informou a renovação do contrato de Alan Franco. O novo vínculo com o Galo será até o fim de 2025. Antes, o contrato se encerrava no fim de 2024.
Na temporada 2024, Alan foi peça fundamental no meio de campo do Galo, tendo agradado o técnico Gabriel Milito, ele foi um dos pilares do elenco que chegou às finais da Copa do Brasil e Copa Libertadores da América. Ele assumiu a volância atleticana. Embora não tenha feito nenhum gol ou dado alguma assistência, a proteção à defesa que ele oferece, o tornou um dos destaques da equipe. Ainda terminou a temporada com 51 jogos.
No dia 24 de março de 2025 o Atlético Mineiro anunciou a ampliação do contrato de Alan Franco. O vínculo, que se encerrava no final do ano, foi ampliado até 2027.

## Seleção Equatoriana
Em 12 de setembro de 2018, Franco fez sua estreia pela Seleção Equatoriana, em um amistoso contra a Guatemala.[carece de fontes?]

## Estatísticas

### Clubes
Atualizado em 29 de junho de 2022.
| Clubes                  | Temporada         | Liga  | Liga | Copa  | Copa | Continental | Continental | Outros | Outros | Total | Total |
| Clubes                  | Temporada         | Jogos | Gols | Jogos | Gols | Jogos       | Gols        | Jogos  | Gols   | Jogos | Gols  |
| ----------------------- | ----------------- | ----- | ---- | ----- | ---- | ----------- | ----------- | ------ | ------ | ----- | ----- |
| Independiente del Valle | 2016              | 2     | 0    | —     | —    | 0           | 0           | —      | —      | 2     | 0     |
| Independiente del Valle | 2017              | 1     | 0    | —     | —    | 0           | 0           | —      | —      | 1     | 0     |
| Independiente del Valle | 2018              | 33    | 3    | —     | —    | 0           | 0           | —      | —      | 33    | 3     |
| Independiente del Valle | 2019              | 26    | 0    | 0     | 0    | 11          | 2           | —      | —      | 37    | 2     |
| Independiente del Valle | 2020              | 0     | 0    | —     | —    | 0           | 0           | 2      | 0      | 2     | 0     |
| Independiente del Valle | Total             | 62    | 3    | 0     | 0    | 11          | 2           | 2      | 0      | 75    | 5     |
| Atlético Mineiro        | 2020              | 28    | 3    | —     | —    | —           | —           | 5      | 0      | 33    | 3     |
| Atlético Mineiro        | 2021              | 5     | 0    | 1     | 0    | 4           | 0           | 5      | 0      | 15    | 0     |
| Atlético Mineiro        | Total             | 33    | 3    | 1     | 0    | 4           | 0           | 10     | 0      | 48    | 3     |
| Charlotte FC            | 2022              | 10    | 0    | 1     | 0    | —           | —           | —      | —      | 11    | 0     |
| Talleres                | 2022–23           | 0     | 0    | 0     | 0    | 1           | 1           | 0      | 0      | 1     | 1     |
| Total na carreira       | Total na carreira | 105   | 6    | 2     | 0    | 16          | 3           | 12     | 0      | 135   | 9     |

1. ↑  Jogo(s) de Copa Sul-Americana
2. ↑  Jogo(s) de Recopa Sul-Americana
3. 1 2  Jogo(s) de Campeonato Mineiro
4. 1 2  Jogo(s) de Copa Libertadores

### Seleção nacional
Atualizado em 29 de junho de 2022.
| Equador | Equador | Equador |
| Ano     | Jogos   | Gols    |
| ------- | ------- | ------- |
| 2018    | 3       | 0       |
| 2019    | 2       | 1       |
| 2020    | 3       | 0       |
| 2021    | 10      | 0       |
| 2022    | 5       | 0       |
| Total   | 23      | 1       |

| # | Data                   | Local                                          | Adversário        | Placar | Result. | Competição |
| - | ---------------------- | ---------------------------------------------- | ----------------- | ------ | ------- | ---------- |
| 1 | 14 de novembro de 2019 | Estádio Reales Tamarindos, Portoviejo, Equador | Trinidad e Tobago | 1–0    | 3–0     | Amistoso   |

## Títulos
Independiente del Valle
- Copa Sul-Americana: 2019

Atlético Mineiro
- Campeonato Brasileiro: 2021
- Copa do Brasil: 2021
- Campeonato Mineiro: 2020, 2021, 2024, 2025